# Скалиці
Скалиці (пол. Skalice, нім. Langenau) — село в Польщі, у гміні Зембиці Зомбковицького повіту Нижньосілезького воєводства.
Населення — 123 особи (2011).
У 1975-1998 роках село належало до Валбжиського воєводства.

## Демографія
Демографічна структура станом на 31 березня 2011 року:
|          | Загалом | Допрацездатний вік | Працездатний вік | Постпрацездатний вік |
| -------- | ------- | ------------------ | ---------------- | -------------------- |
| Чоловіки | 55      | 8                  | 44               | 3                    |
| Жінки    | 68      | 9                  | 42               | 17                   |
| Разом    | 123     | 17                 | 86               | 20                   |